# Rai Gulp
Rai Gulp, az olasz közszolgálati médium, a Rai tematikus gyermekeknek és kamaszoknak szóló tematikus csatorna, amely 2007 óta sugároz.

## Műsorkínálat
- A 203-as ügynök
- Club 57
- Leo Da Vinci
- Maggie és Bianca – Divatból jeles
- Mia és én
- Winx Club

## Logók

2007. Június 1. – 2009. Június 15.
2009. Június 15. – 2010. Május 18.
2010. Május 18. – 2017. Április 10.
2017. Április 10. – jelenlegi

## Külső hivatkozások
- https://www.rai.tv/raigulp Hivatalos oldal (olaszul)